# Bílá věž (Soluň)
Bílá věž (řecky Λευκός Πύργος) je jedna z věží původního městského opevnění Soluně. Nachází se poblíž přístavu, při nábřežní promenádě. V současné době slouží především jako atrakce pro turisty (plošina na vrcholku věže zastává hlavně funkci unikátní vyhlídky na město). Uvnitř věže se nachází jednak muzeum, jednak bývalé vězení, které se používalo především v časech existence Osmanské říše. Věž je kruhového půdorysu a její výška dosahuje 33,9 m. Bílá věž je nejvýchodnější ze trojice věží, které bránily soluňský přístav.

## Historie
Věž byla vybudována v dobách rané turecké přítomnosti na Balkáně, nejspíš v průběhu 15. století. Nahradila starou byzantinskou stavbu původem ze století jedenáctého. Jejím záměrem bylo zajistit obranu jak soluňského přístavu, tak i východní strany města. Svůj přídomek bílá má podle bílé barvy, kterou byla natřena v roce 1912 poté, co byla Soluň připojena k Řecku. Natření bílou barvou mělo symbolizovat "vyčištění" od starých tureckých pořádků.[zdroj?]

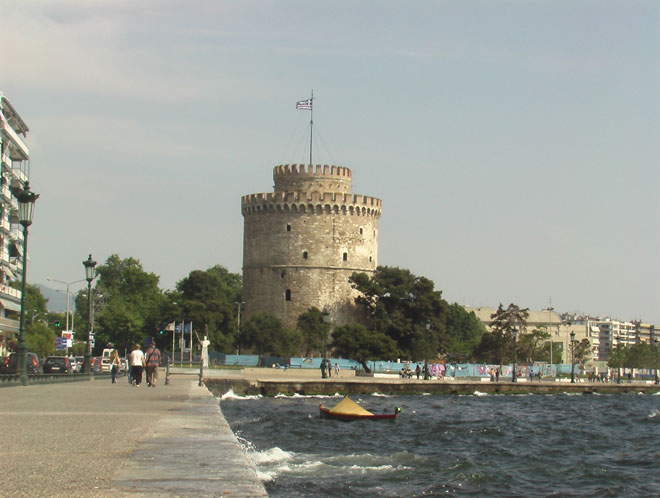
Věž od soluňského přístavu

Věž sloužila dlouhou dobu jako vězení. Od roku 1826 zde prováděli Osmanští Turci často popravy vězňů; nejprve zde byli masakrováni janičáři, kteří odporovali centrální osmanské správě. Až do roku 1917 byla věž obehnána zdmi a tvořila tak uzavřený komplex. V 20. století sloužila také jako meteorologická stanice, resp. kino. V 80. letech 20. století zde vzniklo současné muzeum.
Věž je považována za symbol Makedonie. Řekové ji považují za symbol své suverenity nad oblastí. Když v roce 1991 začaly být v Republice Makedonie (tedy dnešní Severní Makedonii) vydávány neoficiální bankovky s obrázkem věže (ještě v období, kdy platil jugoslávský dinár)[zdroj?] vyvolala celá záležitost značné napětí mezi Makedonskou republikou a Řeckem. Makedonští nacionalisté chtěli tento motiv prosadit i na bankovky nově vznikajícího denáru, avšak nakonec bylo v roce 1992 rozhodnuto, že na nich Bílá věž figurovat nebude.